# Tasnádcsány
Tasnádcsány (románul: Cean) falu Romániában. Szatmár megye egyik települése.

## Fekvése
Tasnád városától délnyugatra fekszik.

## Története
Tasnádcsány (Csán) nevét az oklevelek 1244-ben említették először Chan néven.
1261-ben Chaan, 1275-ben Csen, Chen, 1329-ben Chan, 1479-ben Chaany, 1588-ban Czian, Chian, 1733-ban Csán néven írták nevét.
1244 előtt Chan Csányi Gerla részbirtoka volt, aki e birtokát 1244-ben - hálából, mert szükség idején őt kitartották - a Szente-Mágócs nemzetséghez tartozó Andrásnak, Péternek, Sándornak és Istvánnak adták át.
1275-ben IV. László király a Csehen nevű puszta földet, mely az utód nélkül elhalt Gela szolnoki várjobbágyé volt a Káta nemzetséghez tartozó Panit fia Ábrahám comesnek adományozta.
1538-ban Csány település részbirtokosa Álmosdi Csire Ferenc volt.
Csány 1588-ig Peéri Thyw (?) Boldizsár birtoka volt, kinek halála után a birtok a kincstárra szállt.
1588-ban Báthori Zsigmond fejedelem Fadjasi Horváth Gábort és nejét Zetheni Német Zsófiát iktatta be Csány birtokába.
1715-ben 135 lakost számoltak össze a településen, ebből 117 magyar, 18 román volt.
1750-ben 158 görögkatolikus lakosa volt.
1799-ben a település birtokába Nagy-Károlyi Károlyi Antalt iktatták be.
1847-ben 316 lakosa volt, melyből 2 római katolikus, 281 görögkatolikus, 23 református, 10 izraelita.
1890-ben Tasnádcsánynak 275 lakosából 40 magyar, 35 német, 200 román volt, melyből 25 római katolikus, 203 görögkatolikus, 33 református, 13 izraelita. A házak száma ekkor 63 volt.
1919-ig Magyarországhoz tartozott, előbb Közép-Szolnok vármegye, majd 1877-1919 között Szilágy vármegye részeként. 1910-ben 482 román és magyar lakosa volt.
1992-ben 327 román és magyar nemzetiségű lakos lakta. A magyarok a lakosság 21,7%-át alkotják.

## Nevezetességek
- Görögkatolikus kőtemploma 1891-ben készült el. Fatemploma 1700-ban épült, külön érdekessége volt, hogy hogy deszkáit nem fűrészelték, hanem fejszével faragták méretre.